# Wow (singel Inny)
Wow (zapis stylizowany: "WOW") – utwór rumuńskiej artystki Inny, wydany jako piąty singel z jej drugiego albumu studyjnego, I Am Rocker Klub. Utwór został napisany i wyprodukowany przez producentów Inny i menedżerów Play & Win (Sebastian Barac, Marcel Botezan, Radu Bolfea). Inna przesłała piosenkę na swój kanał YouTube dwa tygodnie przed wydaniem albumu, wraz z teledyskiem do "Put Your Hands Up" i "Endless". "Wow" został wydany jako promocyjny singel w Rumunii z okazji otwarcia w tym kraju iTunes Store.

## Lista utworów
airplay
1. "Wow" (Radio Edit) - 3:09